# Natasha (cràter)
Natasha és un petit cràter d'impacte situat en la cara visible de la Lluna, a l'est del cràter Brayley i al sud de Euler. Els seus veïns més propers són els cràters Ango i Rosa al nord-oest; Jehan al nord-oest, i Akis a l'oest. Al nord-oest del cràter es troba els Mons Vinogradov; al nord la Rima Euler; i a l'oest la Rima Wan-Yu i la Catena Pierre.
|  |

El cràter té forma circular, amb una vora pràcticament intacta. L'eix de la vora sobre el terreny circumdant té una altura d'uns 450 metres. La plataforma central, possiblement inundada per la lava, presenta nombrosos petits impactes, especialment en la seva part nord. El terreny en el sud del cràter és travessat pels rajos del sistema de marques radials del cràter Copèrnic.
La seva designació fa referència a un nom originalment no oficial aparegut a la pàgina 39C2/S1 de la sèrie de plànols del Lunar Topophotomap de la NASA. Va ser adoptada per la UAI el 1976. Amb anterioritat era denominat Euler P.